# 反向祈祷缚
反向祈祷缚，是BDSM中的捆绑方式，将一个人的手臂方在他的背后，双手置于肩膀之间，手指伸直，使手掌互相接触。再将手腕捆绑在一起。该捆绑方式类似于祷告的姿势，只不过双手是在背后而不是身前。使用这种捆绑方式过一段时间后会感到痛苦，甚至是痉挛。

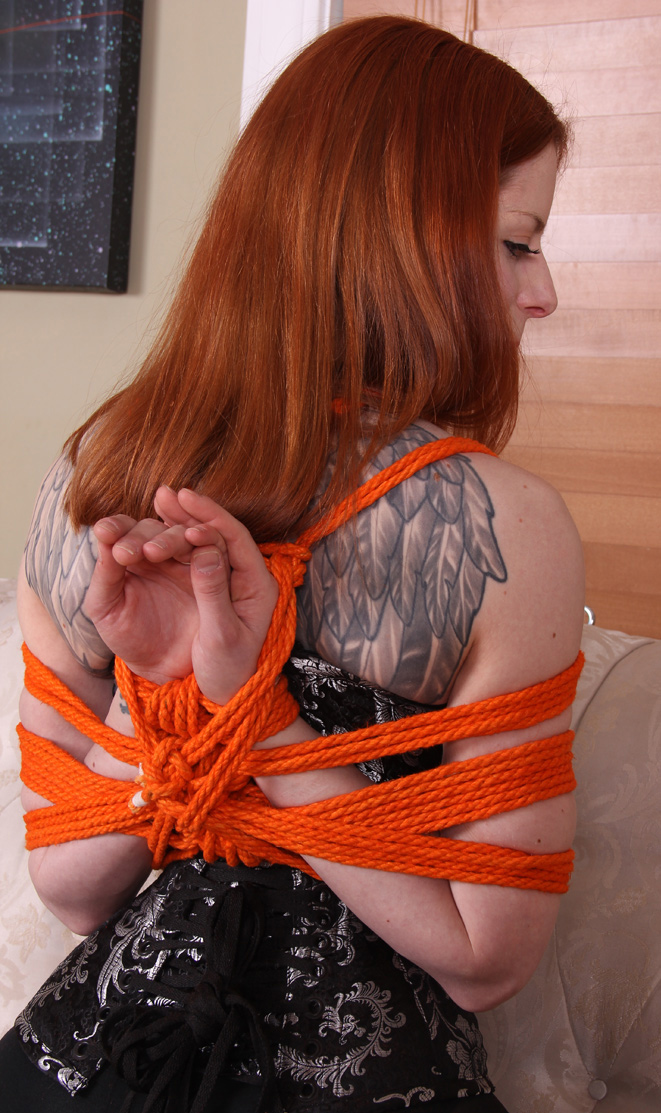
一个人进行反向祈祷缚

为了固定手臂，绳子会捆绑手臂和躯干，使手臂按压背部。如果是女人使用这种姿势，可以进行乳缚。
在小说中，有角色进行反向祈祷缚时将手肘触碰，但事实上很少人使用这种姿势且肩膀没有脱臼。然而，很多人只要将肘部一按可以稍微做该姿势。
没有捆绑的反向祈祷用于一些瑜伽练习。